# تو مال من هستی
تو مال من هستی (به هندی: Tum Mere Ho) فیلمی محصول سال ۱۹۹۰ و به کارگردانی طاهر حسین است. در این فیلم بازیگرانی همچون عامر خان، جوهی چاولا ایفای نقش کرده‌اند.